# Förlorad kontinent
Förlorad kontinent (italienska: Continente perduto) är en italiensk dokumentärfilm från 1954 i regi av Leonardo Bonzi, Enrico Gras och Giorgio Moser.

## Utmärkelser
Förlorad kontinent vann Prix du Jury vid Filmfestivalen i Cannes 1955.